# Radu I

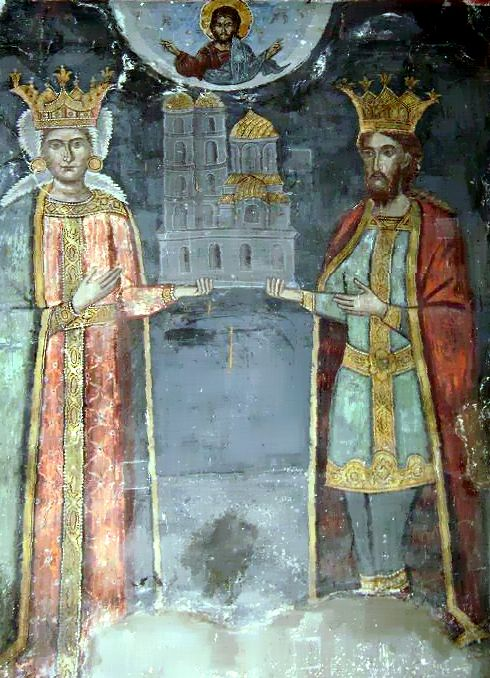
19e-eeuws fresco van Radu en echtgenote

Radu I (1330-1383) was heerser van Walachije tussen 1377 en 1383. Hij was de zoon van Nicolae Alexandru en opvolger en broer van Vladislav I. Radu wordt vaak geïdentificeerd met de mythische Radu Negru die volgens traditie Walachije heeft gesticht. Radu bouwde vooral kerken, kloosters en zette ook bisschoppen op. Zo is bijvoorbeeld het Cotmeanaklooster, het oudste klooster van Roemenië, door hem gebouwd.